# Gabrielle Vilela
Gabrielle Vilela de Souza (Angra dos Reis, 26 de Dezembro de 1991) é uma modelo brasileira conhecida por ter obtido o título de Miss Mundo Brasil 2017 após ter participado do concurso em outras duas ocasiões. Gabrielle foi a oitava representante do estado do Rio de Janeiro a obter o título nacional. O concurso que a consagrou realizou-se na sua cidade natal, em Angra dos Reis, no Hotel do Bosque em 12 de Agosto de 2017 com transmissão nacional da Rede Brasil.

## História
A jovem começou a carreira de modelo aos 8 anos, quando sua mãe procurou um curso de modelo para diminuir a timidez da filha. No mesmo ano, ela participou de um concurso de modelos mirins e acabou ganhando. Depois disso ela deixou a carreira de lado e só retomou aos 19 anos. Seus objetivos futuros são: iniciar uma carreira de atriz e continuar trabalhando como modelo.
Quando tinha 23 anos, perdeu um irmão em um acidente de trânsito. Atualmente cursa o terceiro ano de Publicidade e Propaganda na Universidade Estácio e, é subsecretária de Cerimonial e Eventos na Câmara Municipal de Angra dos Reis.

## Concursos

### Miss Mundo Brasil

#### 2017
Gabrielle venceu o maior número de candidatas da gestão do coordenador Henrique Fontes desde 2006, quarenta e uma. A competição teve seu ápice no dia 12 de Agosto direto do Hotel do Bosque, em Angra dos Reis com transmissão ao vivo pela internet via You Tube e posteriormente transmissão nacional pela Rede Brasil. Competindo pela terceira vez pelo título nacional, a angrense, além de disputar em casa, tornou-se a oitava do seu Estado a levar a coroa. Com o título, Gabrielle viajará para a China disputar a 67ª edição do Miss Mundo. Recebeu como prêmios: tratamento com a "Livi Treinamento", em Taquari e com o coach de misses venezualno Alexander González em sua academia na China, roupas e trajes do estilista Flávio Soares durante a competição internacional, a faixa, a coroa e contratos de trabalho representando a imagem da organização CNB por um ano.

## Resumo de Competições
| Concurso                                     | Representou    | Ano  |
| -------------------------------------------- | -------------- | ---- |
| Miss Angra dos Reis Mirim (Venceu)           | -              | 1999 |
| Miss Angra dos Reis (Venceu)                 | -              | 2011 |
| Miss Rio de Janeiro (3º. Lugar)              | Angra dos Reis | 2011 |
| Miss Mundo Brasil (8º. Lugar)                | Ilha Grande    | 2013 |
| Rainha Internacional da Pecuária (Vencedora) | Brasil         | 2013 |
| Miss Mundo Brasil (7º. Lugar)                | Rio de Janeiro | 2014 |
| Miss Mundo Brasil (Vencedora)                | Rio de Janeiro | 2017 |
| Miss Mundo (Top 40)                          | Brasil         | 2017 |
| Miss Grand Brasil (Vencedora)                | Rio de Janeiro | 2018 |
| Miss Grand International (Top 20)            | Brasil         | 2018 |
| Rainha Hispano-Americana (2º Lugar)          | Brasil         | 2019 |